# كيفن فينيتوت
كيفن فينيتوت (بالفرنسية: Kevin Vinetot)‏ (14 يونيو 1988 في فرنسا - ) هو لاعب كرة قدم فرنسي في مركز قلب الدفاع. لعب مع نادي جنوى ونادي غانغون ونادي كروتوني ونادي ليتشي وGiulianova Calcio ‏ وUC AlbinoLeffe ‏.

## روابط خارجية
- كيفن فينيتوت على موقع قاعدة بيانات كرة القدم.إي يو (الإنجليزية)
- كيفن فينيتوت على موقع Soccerway.com (الإنجليزية)
- كيفن فينيتوت على موقع عالم كرة القدم.نت (الإنجليزية)
- كيفن فينيتوت على موقع AS.com (الإسبانية)